# Barleria rhodesiaca
Barleria rhodesiaca är en akantusväxtart som beskrevs av Anna Amelia Obermeyer. Barleria rhodesiaca ingår i släktet Barleria och familjen akantusväxter. Inga underarter finns listade i Catalogue of Life.